# Samar Badawi

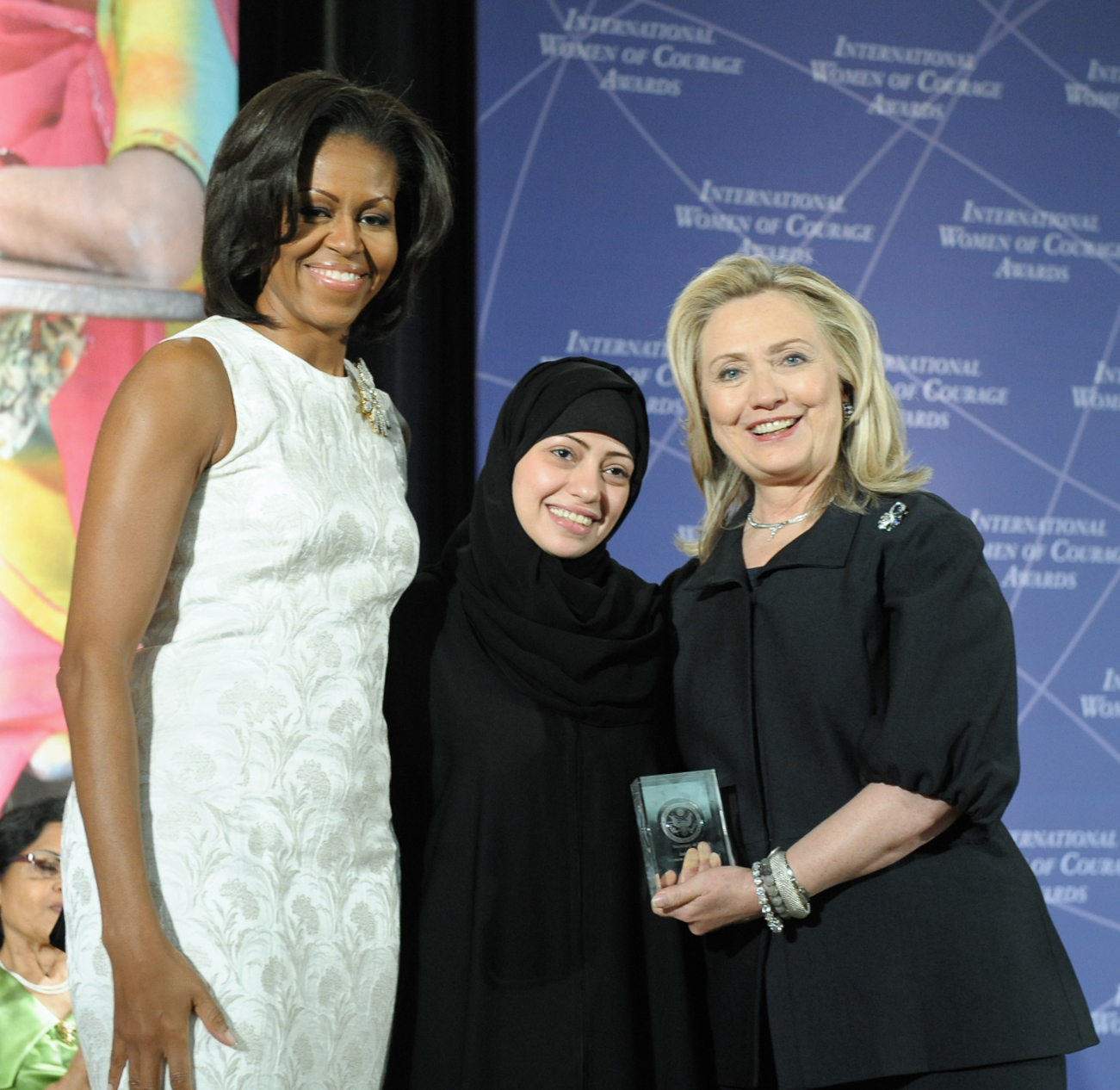
Samar Badawi (Mitte) mit Michelle Obama und Hillary Clinton bei der Verleihung des International Women of Courage Award (2012)

Samar Badawi (arabisch سمر بدوي; * 28. Juni 1981) ist eine saudi-arabische Aktivistin für Frauenrechte.

## Leben
Samar Badawi ist die Schwester des Bloggers und Aktivisten Raif Badawi. 2008 lebte sie mit ihrem Sohn aus einer geschiedenen Ehe bei ihrem Vater, der sie misshandelte. Sie floh in eine Einrichtung für Opfer von häuslicher Gewalt in Dschidda. Ihr Vater verklagte sie daraufhin für „Ungehorsam“, weil sie seine nach saudi-arabischem Recht gültigen Befugnisse als Vormund verletzt habe. Nachdem Badawi mehrmals nicht vor Gericht erschienen war, wurde ein Haftbefehl gegen sie erlassen. Badawi lebte danach eine Weile bei ihrem Bruder. In dieser Zeit lernte sie ihren späteren Ehemann kennen. Um ihn heiraten zu können, benötigte sie die Erlaubnis ihres Vaters. Da dieser sie ihr verweigerte, verklagte sie ihn wegen Missbrauchs seiner Vormundschaft. Am ersten Gerichtstag wurde sie zunächst wegen des noch ausstehenden Haftbefehls wegen Ungehorsams verhaftet und blieb sieben Monate in Haft. Das Gericht wies schließlich beide Parteien an, sich zu versöhnen unter der Bedingung, dass der Vater keine Gewalt gegen seine Tochter mehr ausüben, ihr die Heirat genehmigen und keine unnötigen Gerichtsverfahren mehr gegen sie anstrengen solle. Samar Badawi war die erste Frau in Saudi-Arabien, die sich eine Heiratserlaubnis von ihrem Vormund vor Gericht erstritt.
Badawi setzt sich seitdem für eine Abschaffung des Vormundsystems ein. Sie spielte außerdem eine zentrale Rolle in der Kampagne Women2Drive, die für Frauen das Recht erkämpfte, Auto fahren zu dürfen, und reichte eine Klage gegen die saudi-arabische Regierung ein, in der sie das Frauenwahlrecht forderte.
Im September 2014 hielt Samar Badawi eine Rede vor dem UN-Menschenrechtsrat, bei der Mitglieder der saudi-arabischen Delegation sie wiederholt unterbrachen. Im Dezember desselben Jahres wurde Badawi die Ausreise untersagt, so dass sie nicht nach Brüssel reisen konnte, wo sie am European Union NGO Forum on Human Rights teilnehmen wollte.
Badawi war einige Zeit mit dem Rechtsanwalt Waleed Abu al-Khair verheiratet, der sie und ihren Bruder Raif Badawi vor Gericht vertrat, bevor er selbst in einem nach Angaben von Menschenrechtsorganisationen unfairen Prozess zu einer 15-jährigen Gefängnisstrafe verurteilt wurde. Sie haben eine gemeinsame Tochter. Die Ehe wurde geschieden, Badawi setzt sich aber weiterhin für Waleed Abu al-Khairs Freilassung ein. Dieses Engagement war nach Einschätzung von Amnesty International der Grund für ihre erneute Verhaftung im Januar 2016. Sie wurde nach einer langen Befragung schließlich freigelassen.
Im Jahr 2018 wurde sie zum wiederholten Male festgenommen. Nachdem die kanadische Außenministerin Chrystia Freeland dies im Kurzbotschaftendienst Twitter am 2. August kritisiert hatte und ihre sofortige Freilassung forderte, reagierte Riad ungewöhnlich harsch, sprach von „Einmischung in innere Angelegenheiten“, wies den kanadischen Botschafter aus Saudi-Arabien aus und zog den eigenen Botschafter aus Kanada ab. Saudi-Arabien stellte die Flüge der staatlichen Fluggesellschaft nach Toronto ein, fror Geschäftsbeziehungen, Handel und akademische Programme zwischen beiden Ländern ein. 15.000 saudi-arabische Studenten in Kanada sollten ihr Studium in anderen Ländern weiterführen. Gestoppt sind auch Programme zur medizinischen Behandlung saudi-arabischer Staatsbürger in Kanada. Das saudische Vorgehen wurde als Versuch gesehen, andere Staaten von der Kritik gegenüber dem Land abzuschrecken. Kanada erklärte, seine Kritik nicht zurückzunehmen, und Freeland bekräftigte am 6. August 2018, auch künftig werde Kanada für die Menschenrechte weltweit eintreten:

„Kanada wird immer für Menschenrechte eintreten, in Kanada und in aller Welt, und Frauenrechte sind Menschenrechte.“

Ähnlich wie die wichtigsten kanadischen Medien lobte die Washington Post die Standfestigkeit der Trudeau-Regierung in dieser Frage. Das Blatt meint:

„Kanada erkennt, dass Demokratie und Meinungsfreiheit universale Werte sind. Es ist positiv, dass Ottawa nicht davor zurückschreckt, die Menschenrechtsverletzungen in Saudi-Arabien anzusprechen, und dass man bereit ist, dafür einen Preis zu zahlen. In einem Leitartikel forderte die Zeitung die US-Regierung und andere Demokratien auf, Kanada nicht im Stich zu lassen.“

Am 27. Juni 2021 gab die Menschenrechtsorganisation ALQST in London bekannt, dass Samar Badawi gemeinsam mit ihrer Mitstreiterin Nassima al-Sadah aus der Haft entlassen worden sei.

## Auszeichnungen
- 2012 erhielt Samar Badawi den vom Außenministerium der Vereinigten Staaten verliehenen International Women of Courage Award.[4]